# Delias salvini
Delias salvini is een vlindersoort uit de familie van de Pieridae (witjes), onderfamilie Pierinae.
Delias salvini werd in 1882 beschreven door Butler.